# 吴廷翰
吴廷翰（1491年—1559年），字崧柏，又字嵩伯、崇伯，别号苏原，别署苏原居士、苏原山人。中国明朝哲学家、政治人物。南直隶无为州（今安徽省无为县）人。

## 生平
濡须吴氏四世吴景昭之长子。吴廷翰十二岁时学习《易经》，补县学生员。当时吴景昭督遣备至，吴廷翰婉为承顺，名声鹊起。明武宗正德十三年（1518年），為府守向公、督学林公所知，都非常赞赏他，次年吴景昭命他改学《礼记》，长进明显。正德十四年（1519年）中举，正德十六年（1521年）中进士。历任兵部主事、户部主事、吏部文选司郎中。吏部铨选时因为推荐直言谏官，得罪上司，调任广东佥事，转任岭南分巡道兼督学政。他以廉洁著称。曾奉命采买端溪砚，而自己不留一砚。他弹劾权贵，权贵不敢以私事嘱托，改任浙江右参议、山西参议。山西荒年，他力请赈济，出库金，救活饥民。中年即辞官归里。

## 著作
吴廷翰平生综览博洽，晚年也手不释卷，勤于著述。早年曾写信给王守仁，又与王守仁门徒歐陽德辩论。后来受王廷相影响，反对程朱理学。吴廷翰诗文著述，哲学文学都入较高境界。他的文章以叙事清晰为长，其诗则以七言诗著称。他哲学上坚持气一元论，在其著作《吉斋漫谈》中指出：“一阴一阳之谓气”，“天地之初，一气而已矣”，气是“天理万物之祖”，批判宋朝理学家“太极即理”之说，认为“理即是气之条理”，把理看成自然界的规律、秩序。提出了“德行之知必实以闻见乃为真知”的命题。主张性即气即生，反对先天“气禀”，但又认为气有清浊美恶，决定人的仁义多寡厚薄，故有善和不善，把道德规范纳入人性中。
吴廷翰的学说至迟在17世纪时已对日本学术界发生了广泛影响，“日伊藤仁斋（1627～1705）读吴廷翰书而开悟”，在日本成为堀河学派的理论渊源，其巨大影响不让朱熹、王守仁。他的许多著作在日本发现。有《吉斋漫录》、《从言》、《苏原全集》等，主要哲学著作为《吉斋漫录》；其著散佚，少见著录，1984年中华书局出版《吴廷翰集》。包括《吉斋漫录》、《瓮记》二卷，《椟记》二卷，《湖山小稿》三卷，文集二卷，诗集二卷，《洞云清响》（曲集）一卷。卷前有容肇祖《吴廷翰的哲学思想概述》等文章，卷末有其小传。《全明散曲》辑录其套数三篇，皆抒写归隐山林后的闲情逸致，清丽自然，雅俗兼得，浑然成趣。

## 家族
曾祖吴順。祖父吴信，壽官。父吴景昭，義官。母张氏；继母劉氏、张氏。具庆下。